# Cochlonema symplocum
Cochlonema symplocum är en svampart som beskrevs av Drechsler 1939. Cochlonema symplocum ingår i släktet Cochlonema och familjen Cochlonemataceae.   Inga underarter finns listade i Catalogue of Life.